# Text net
En criptografia text net (en anglès plain text) és la informació que un remitent desitja transmetre a un receptor.
Text net fa referència a l'operació d'algorismes criptogràfics, normalment algorismes de xifratge, i és l'entrada sobre la qual operen. Des que els ordinadors esdevenien comunament disponibles, la definició també ha inclòs no només representacions electròniques del text tradicional, per exemple, missatges (p. ex. e-mail) i contingut de la documentació (p. ex., els fitxers de processadors de textos), sinó també les representacions informàtiques de so (p. ex. text parlat, o música), imatges (p. ex., fotos o vídeos), ATM i informació de transaccions de targeta de crèdit, dades de sensors, etcètera. Pocs d'aquests són directament significatius per als humans, sent transformats en formes manipulables informàtiques. Bàsicament, qualsevol informació que les parts que es comuniquen desitgen amagar d'altres es pot ara tractar, i atribuir-se, com text net. Així, en un sentit significatiu, text net és la representació 'normal' de dades abans que s'hagi considerat que qualsevol acció l'amaga, condensa, o 'digereix'. Pot no representar text, i fins i tot si ho fa, el text pot ser no "clar".
El text net es fa servir com entrada en un algorisme de xifratge; la sortida es qualifica normalment text xifrat especialment quan l'algorisme és un sistema de xifratge. Text codificat es fa servir menys sovint, i gairebé sempre només quan l'algorisme afectat és de fet un codifidacor. En alguns sistemes, tanmateix, es fan servir capes múltiples de xifratge, en aquest cas és la sortida d'un algorisme de xifratge es converteix en text net de l'entrada del següent.

## Maneig segur de text net
En un criptosistema, les debilitats es poden introduir a través del maneig insegur del text net, permetent a un atacant prescindir de la criptografia. El text net és vulnerable en el seu ús i en emmagatzematge, sia en format electrònic o de paper. La seguretat física tracta amb mètodes de protegir informació i els seus mitjans de comunicació i d'emmagatzematge d'atacs, físics, locals. Per exemple, un atacant podria entrar a un edifici pobrament assegurat i intentar d'obrir calaixos d'escriptoris tancats o caixes de cabals. Un atacant també pot buscar en les escombraries, i pot ser capaç de reconstruir informació esmicolada si és prou valuosa per fer l'esforç. Una contramesura és cremar o esmicolar curosament els texts clars impresos descartats o els mitjans de comunicació i d'emmagatzematge; la NSA porta les seves precaucions de seguretat a l'hora de lençar material a l'extrem.
Si el text net s'emmagatzema en un fitxer informàtic (i la situació d'arxius de còpia de seguretat fets automàticament durant execució del programa s'ha d'incloure aquí, fins i tot si és invisible per l'usuari), els mitjans d'emmagatzematge junt amb l'ordinador sencer i els seus components han de ser segurs. Les dades sensibles es processen a vegades en ordinadors la memòria massiva dels quals és mòbil, en aquest cas la seguretat física del disc tret és també vital. En termes d'assegurar un ordinador, la seguretat ha de ser física (p. ex., en contra de robatori, extracció en secret de components amb l'excusa d'una suposada reparació, instal·lació de mecanismes de control furtius, etc.), i també virtual (p. ex. modificació del sistema operatiu, accés a la xarxa il·lícit, programes Troians…). L'àmplia disponibilitat de memòries USB, que es poden endollar a la majoria dels ordinadors moderns i emmagatzemar quantitats grans de dades, posa un altre mal de cap de seguretat sever. Un espia (potser fent-se passar per una persona de neteja) en podria fàcilment amagar un i fins i tot empassar-se'l, si és necessari.
Els ordinadors de rebuig, les disqueteres i els mitjans de comunicació són també una font potencial de texts clars. La majoria dels sistemes operatius no esborren de fet res —simplement marquen l'espai de disc ocupat per un arxiu suprimit com 'disponible per a ús', i treuen la seva entrada del directori del sistema d'arxius. La informació en un arxiu suprimit d'aquesta manera roman plenament present fins que és sobreescrita en algun moment posterior en què el sistema operatiu recicla l'espai dels discs. Amb molts ordinadors, fins i tot de gamma baixa, que comunament es venien amb molts gigabytes d'espai de disc i creixent mensualment, aquesta 'vegada posterior' pot arribar a passar mesos més tard, o mai. Fins i tot amb sobreescriure la porció d'una superfície de discs ocupada per un arxiu no n'hi ha prou el molts casos. Peter Gutmann de la Universitat d'Auckland va scriure un article el 1996 sobre la recuperació d'informació sobreescrita de discs magnètics; les densitats d'emmagatzematge reals han crescut molt des de llavors, així és probable que aquesta classe de recuperació sigui més difícil del que era quan escrivia Gutmann.
També, independentment, els discs durs moderns refan automàticament el mapa de sectors que estan començant a fallar; aquells sectors ja en ús contindran informació que és totalment invisible pel sistema d'arxius (i tot el programari que el fa servir per a l'accés a dades de discs), però no obstant això encara és present en la superfície del disc dur físic. Pot, naturalment, ser text net sensible. Algunes agències governamentals (p. ex. NSA) exigeixen que les disqueteres siguin físicament polvoritzades del tot quan es llencen, i en alguns casos, tractades químicament amb corrosius abans o després. Aquesta pràctica no és estesa a fora del govern, tanmateix. Per exemple, Garfinkel i Shelat (2003) analitzaven 158 discs durs de segona mà i trobava que se n'havien sanejat suficientment menys d'un 10%. Una varietat àmplia d'informació personal i confidencial es trobava llegible. Vegeu romanència de dades.
Els ordinadors portàtils són un problema especial. El Department d'estat dels EUA, el Servei Secret Britànic, i el Ministeri de Defensa dels EUA, tots ha tingut portàtils que contenen informació secreta, alguna potser en forma de text net, que han 'desaparegut' en aquests darrers anys. Els anuncis de pèrdues similars s'estan convertint en un element comú en informes de notícies. Les tècniques d'encriptació de disc dur poden proporcionar protecció contra tal pèrdua o robatori —si s'escull i es fa servir apropiadament.
De tant en tant, fins i tot quan les dades en els sistemes host està xifrada, els mitjans emprats per transferir dades entre tals sistemes són, no obstant això, text net a causa d'una política de dades pobrament dissenyada. Un incident l'octubre de 2007 en què el HM Revenue and Customs perdien CDS que contenien registres de no menys dels 25 milions de receptors de beneficis infantils al Regne Unit - les dades aparentment estaven totalment sense xifrar - és un cas concret.
Els sistemes criptogràfics moderns estan dissenyats per resistir atacs de text net conegut o fins i tot atacs de text net escollit i, per tant, pot ser que no quedin totalment compromesos quan es perd o roba text net. Els sistemes més vells fan servirven tècniques com ara el Padding (criptografia) i la Copulació russa per obscurir informació en text net que es podrien endevinar fàcilment, i o no resistir als efectes de pèrdua de text net sobre la seguretat del criptosistema.